# Granja de Moreruela
Granja de Moreruela és un municipi de la província de Zamora a la comunitat autònoma de Castella i Lleó. En el seu terme municipal hi ha el Monestir de Moreruela (segle XII).

## Demografia
| 1991 | 1996 | 2001 | 2004 |
| ---- | ---- | ---- | ---- |
| 399  | 398  | 359  | 337  |